# Gordana Garašić
Gordana Garašić (ur. 25 maja 1970 w Zagrzebiu) – chorwacka generał, pierwsza kobieta-generał w Hrvatska kopnena vojska.

## Życiorys
W 1994 ukończyła studia prawnicze na Uniwersytecie w Zagrzebiu i rozpoczęła pracę w ministerstwie obrony w wydziale zasobów ludzkich. Naukę kontynuowała w latach 2012-2013 w Dwight D. Eisenhower School for National Security and Resource Strategy. Była doradcą delegacji chorwackiej przy NATO, a także doradcą d.s. obrony prezydenta Chorwacji. W 2010 przez 6 miesięcy służyła w siłach ISAF w Afganistanie, na stanowisku szefa d.s. kadr w Regionalnym Dowództwie Północnym. W 2011 otrzymała awans na stopień pułkownika, a 1 kwietnia 2014 została awansowana do stopnia generalskiego, jako pierwsza kobieta w armii chorwackiej. W tym czasie zajmowała się problematyką kobiecą w ISAF, w tym także rekrutacją kobiet do afgańskich sił policyjnych. W 2015 otrzymała stały awans na stopień generała brygady, obejmując stanowisko wicedyrektora RACVIAC, międzynarodowej misji bezpieczeństwa z siedzibą w Chorwacji.